# Clarendon, Vermont
Clarendon är en kommun (town) i Rutland County i delstaten Vermont i USA. Vid folkräkningen år 2000 bodde 2 811 personer på orten. Den har enligt United States Census Bureau en area på totalt 81,7 km², allt är land.   